# 本鄉滿
本鄉滿（日语：／ Hongō Mitsuru，1959年10月12日—），日本男性動畫師、動畫演出家、動畫導演。出身於東京都，成長於新潟縣。除了本名（本鄉 滿）之外，他還使用、（鄉 滿）、（潮亂太）、（澀谷 波奇）、（貓賀 大介）等名字。

## 來歷
1979年，本鄉滿進入東京設計師學院動畫科（現東京網路傳輸學校），1981年加入亞細亞堂。
他主要執導東京電影新社、Studio Pierrot等作品。本鄉以同年參與的《超能力魔美》開始，以SHIN-EI動畫的一系列作品嶄露頭角。受到總導演原惠一的啟發，他在SHIN-EI的同代員工中重新煥發了活力。1989年，繼《超能力魔美》之後，他成為了下一部作品《大耳鼠》的首席導演。他在執導了OVA《中華姑娘的憂鬱》後休息了一段時間，並於1991年離開了亞細亞堂。
1992年2月，他與兩位動畫師，來自亞細亞堂的西村博之和來自JUNGLE GYM的高倉佳彥組成了自由團體女神工作室，並繼續在SHIN-EI執導了《蠟筆小新》，大獲成功。1996年9月離開《蠟筆小新》後，轉投向Production I.G、OLM、東映動畫，參與製作了《魔靈公主》、《星方武俠Outlaw Star》、《大嘴鳥》、《妙妙魔法屋》、《IGPX》等多種類型的作品。
他也為「動感超人之歌」、「大嘴鳥畫圖歌」等歌曲創作了歌詞。
1996年卸任以來，他就沒有再參與《蠟筆小新》，但時隔約12年再次負責2008年4月19日上映的電影《風起雲湧的金矛勇者》。

## 參加作品

### 電視動畫、OVA

#### 執導作品
1989年
- 大耳鼠（—1991年，首席導演、分鏡、演出）

1990年
- 白鳥麗子是也！（日语：白鳥麗子でございます!）（OVA，導演）

1992年
- 蠟筆小新（—1996年，導演（初代）、編劇、分鏡、演出、OP分鏡&演出、ED分鏡&演出）[注 3]
- 中華姑娘的憂鬱（日语：Spirit of Wonder#チャイナさんシリーズ）（OVA，導演）

1996年
- 魔靈公主（OVA，—1998年，導演（第1—4話）、監修（第5—6話）、編劇概念、編劇、分鏡、演出）

1998年
- 星方武俠Outlaw Star（日语：星方武侠アウトロースター）（導演、編劇、分鏡、演出）

1999年
- 大嘴鳥（—2001年，導演、分鏡、演出）

2000年
- 女神候補生（導演、分鏡、演出）

2001年
- 妙妙魔法屋（—2003年，導演、分鏡、演出）

2005年
- IGPX（—2006年，導演、編劇、分鏡、演出）

2007年
- 帝托拉傳奇（—2008年，導演、劇本統籌（第1—52話）、分鏡、演出、OP分鏡&演出（第1&2期）、ED分鏡&演出）※ED第2期以Hon Go！名義。
- 新勇者萊汀（日语：REIDEEN）（導演、劇本統籌、分鏡、演出）[注 4]

2008年
- Battle Spirits 少年突破馬神（—2009年，導演、分鏡、演出）

2009年
- 元氣媽媽（—2012年，導演、分鏡、演出、OP分鏡&演出）

2012年
- ONE PIECE 魯夫特別篇 ～魯夫手掌島的冒險～（導演、分鏡、演出）[注 5]

2013年
- 舞者克里諾培（日语：踊り子クリノッペ）（監修、構成、分鏡、音效演出）
- 積木戰士（—2014年，導演、分鏡、演出）

2014年
- 境界觸發者（系列導演、分鏡、演出）

2016年
- 魔物獵人物語 RIDE ON（—2017年，導演、編劇、分鏡、演出、OP分鏡&演出）

2019年
- 小書痴的下剋上：為了成為圖書管理員不擇手段！（—2022年，導演[1][2][3]、編劇、分鏡、演出、OP分鏡&演出、ED分鏡&演出）

2021年
- 群馬寶寶（—2023年，導演、編劇、分鏡、演出、OP演出、音效演出）

2023年
- 柚木家的四兄弟（導演[4]、音響監督、腳色、分鏡、演出、OP分鏡&演出）

#### 分鏡、演出作品
- 阿福（日语：フクちゃん）（分鏡）
- 怪貓豬油糕（日语：オヨネコぶーにゃん）（分鏡）[注 6]
- 哆啦A夢 (1979年版)（分鏡、演出）※名義。
- 鄰家女孩（演出）
- 伊賀野河馬丸（分鏡、演出）
- 魔法小天使（分鏡、演出）
- 拜託了！薩米亞丼（日语：おねがい!サミアどん）（分鏡、演出）
- （分鏡、演出）
- 麵包超人（分鏡）
- 機器人阿丁 (1986年版)（日语：ロボタン）（分鏡、演出）
- 魔法之星愛美（分鏡、演出）
- 魔法偶像粉彩筆由美（日语：魔法のアイドルパステルユーミ）（分鏡、演出）
- 橙路（分鏡、演出）
- 甜蜜公主（分鏡、演出）
- 陽光普照（日语：陽あたり良好!）（分鏡、演出）
- 超能力魔美（腳本、分鏡、演出）
- 21衛門（分鏡、演出）
- 勇者王（分鏡）
- 辣妹當家（OP分鏡、演出）※名義。
- 星際牛仔（分鏡）※名義。
- 天使不設防！（分鏡）※名義。
- 笑園漫畫大王（分鏡）※名義。
- 新機械巨神 試映片（分鏡、演出）[注 7]
- 美鳥的日記（分鏡）※名義。
- 宇宙戰艦大和號2199（分鏡）
- 白熊咖啡廳（分鏡）※名義。
- TARI TARI（分鏡）※名義。
- 決鬥大師VSR（分鏡）

### 電影動畫
1983年
- 哆啦A夢：大雄的海底鬼岩城（動畫）※本鄉滿名義。

1990年
- 老爺爺改造講座（日语：おじさん改造講座）（分鏡）
- 大耳鼠：愛莉活動大寫真（導演）

1992年
- 21衛門：去宇宙吧！赤脚公主（導演）

1993年
- 蠟筆小新：動感超人VS高衩魔王（導演、分鏡、演出）

1994年
- 蠟筆小新：不理不理王國的秘寶（導演、編劇、分鏡）

1995年
- 蠟筆小新：雲黑齋的野心（導演、編劇、分鏡）

1996年
- 蠟筆小新：搞怪遊樂園大冒險（導演、編劇、分鏡）

2001年
- 櫻花大戰 活動寫真（日语：サクラ大戦 活動写真）（導演、編劇）[注 8]

2004年
- 哆啦A夢25週年紀念日（導演、編劇）
- 新暗行御史（監製、編劇、分鏡、演出）

2008年
- 蠟筆小新：風起雲湧的金矛勇者（導演[5]、編劇、分鏡、演出）

2009年
- 雷頓大冒險：永遠的歌姬（演出）

2011年
- 羈絆一擊（日语：羈絆一撃）（導演、編劇、分鏡）

2014年
- 蠟筆小新：大對決！機器人爸爸的反擊（編劇、分鏡）※名義。

### 遊戲
2002年
- 命運傳奇2（動畫章節分鏡）

### 其它
1999年
- 怪獸家族（監修）

2011年
- 藤子·F·不二雄大全集（日语：藤子・F・不二雄大全集）《大耳鼠》第2冊（2011年，小學館）—撰寫評論。

## 腳註

## 外部連結
- （日語）—本鄉滿的官方個人部落格。
- 本鄉滿的X（前Twitter） （日語）
- SF Online （日語）—本鄉滿的專訪記事。
- WEB Anime-style （日語）—難以理解的黑貓塗鴉記事本。